# Доктор Пространствени джинси
„Доктор Пространствени джинси“ (на английски: Dr. Dimensionpants) е канадски анимационен сериал, създаден от Брад Пейтън и е продуциран от DHX Media и The Factory Backwards Entertainment. Премиерата на сериала е излъчен на 6 ноември 2014 г. по Teletoon и свършва на 22 септември 2015 г. Продуцирани са над 26 епизода.

## В България
В България сериалът започва излъчване по локалната версия на Cartoon Network на 27 октомври 2014 г.всеки делник от 18:00.

### Нахсинхронен дублаж
| Роля            | Изпълнител |
| --------------- | --- |
| Кайл            | Владимир Зомбори                                                                                               |
| Аманда          | Йоанна Драгнева                                                                                                |
| Филипониъс      | Георги Стоянов                                                                                                 |
| Бащата на Кайл  | Христо Бонин                                                                                                   |
| Майката на Кайл | Живка Донева                                                                                                   |
| Други гласове   | Светлана Смолева Татяна Етимова Ана-Мария Лалова Живко Джуранов Петър Калчев Станислав Пищалов Ненчо Балабанов |

| Обработка           | студио „Про Филмс“ |
| ------------------- | ------------------ |
| Режисьор на дублажа | Ненчо Балабанов    |